# لودغر لومان
لودغر لومان (بالألمانية: Ludger Lohmann)‏ هو معلم موسيقى وكاتب ألماني، ولد في 1954 في هيرنه في ألمانيا.

## وصلات خارجية
- لودغر لومان على موقع ميوزك برينز (الإنجليزية)